# Crécy-Couvé
Crécy-Couvé ist eine französische Gemeinde mit 263 Einwohnern (Stand: 1. Januar 2022) im Département Eure-et-Loir in der Region Centre-Val de Loire; sie gehört zum Arrondissement Dreux und zum Kanton Dreux-1. 

## Geographie
Crécy-Couvé liegt etwa sieben Kilometer südwestlich des Stadtzentrums von Dreux. Die Blaise begrenzt die Gemeinde im Südosten. Umgeben wird Crécy-Couvé von den Nachbargemeinden Garancières-en-Drouais im Nordwesten und Norden, Tréon im Osten, Aunay-sous-Crécy im Osten und Südosten sowie Saulnières im Süden und Westen.

## Bevölkerungsentwicklung
| Jahr                       | 1962 | 1968 | 1975 | 1982 | 1990 | 1999 | 2006 | 2013 | 2020 |
| Einwohner                  | 298  | 259  | 279  | 262  | 316  | 281  | 278  | 255  | 266  |
| Quellen: Cassini und INSEE |      |      |      |      |      |      |      |      |      |

## Sehenswürdigkeiten
- Kirche Saint-Éloi-Saint-Jean-Baptiste, Monument historique seit 1992
- Schloss Crécy
- Mühle La Bellassière, Monument historique
- Brücke La Bellassière, Monument historique
- Justizvollzugsanstalt, Monument historique
- Hospital Saint-Jean, Monument historique
- ehemalige hydraulische Maschine

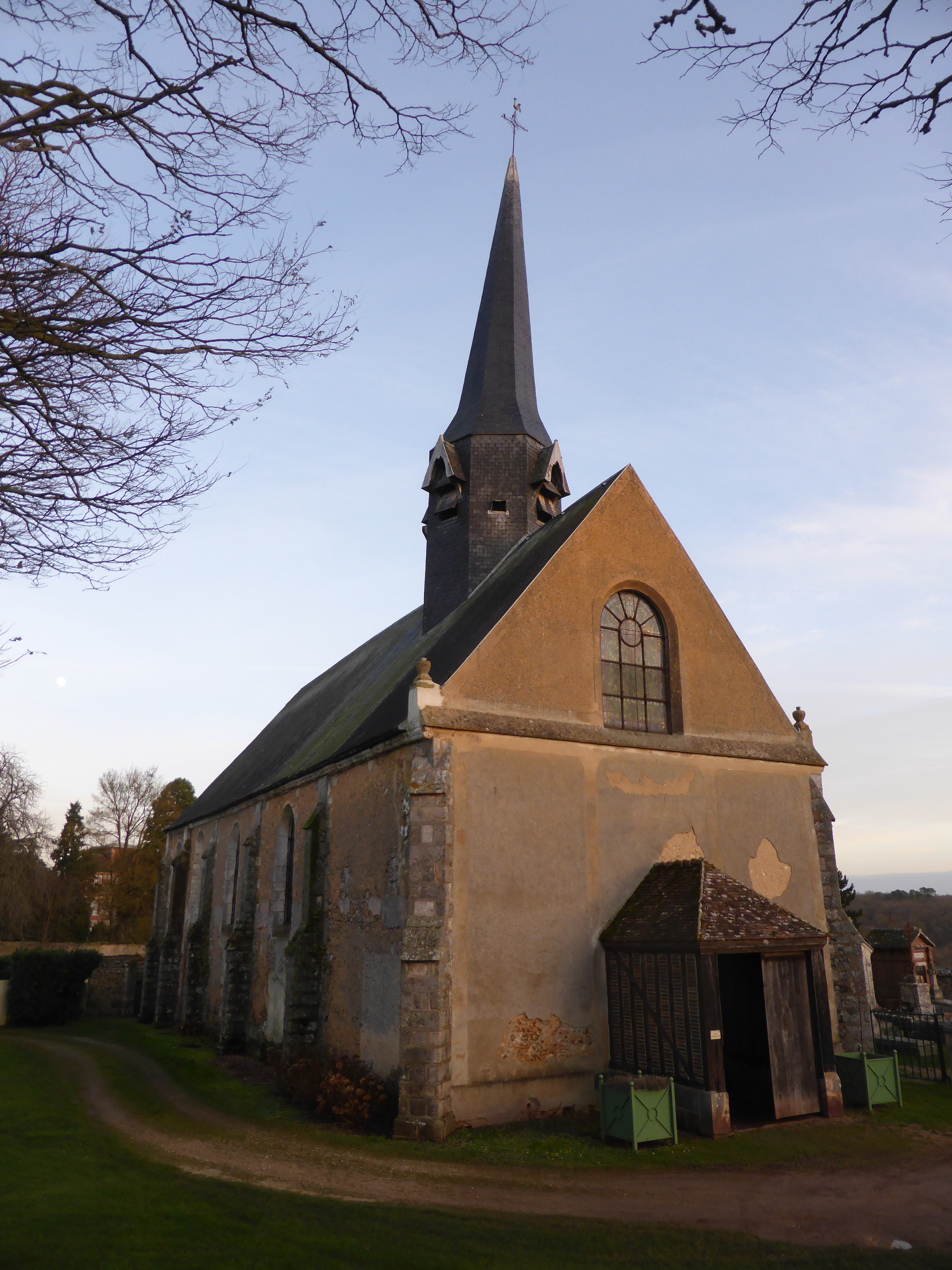
Kirche Saint-Éloi-Saint-Jean-Baptiste
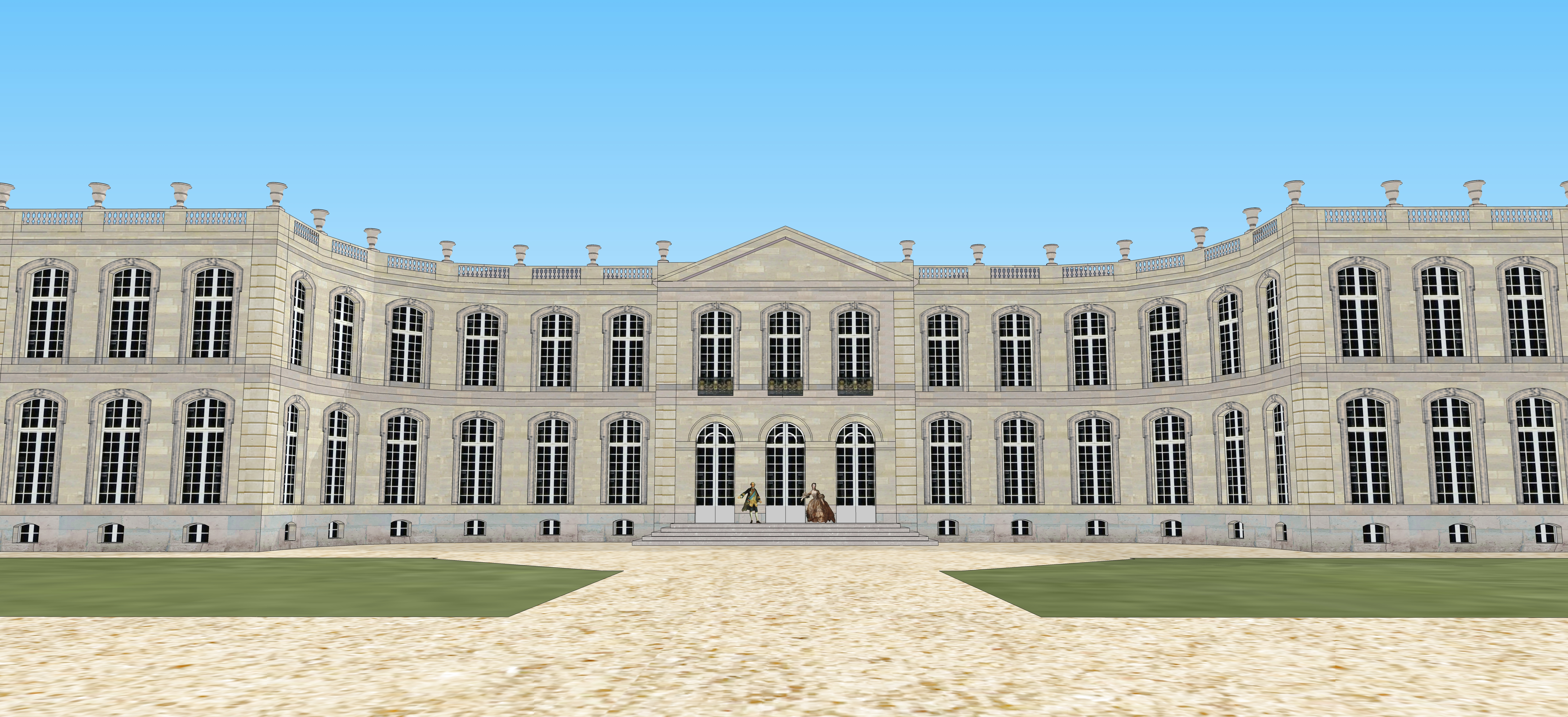
Schloss Crécy
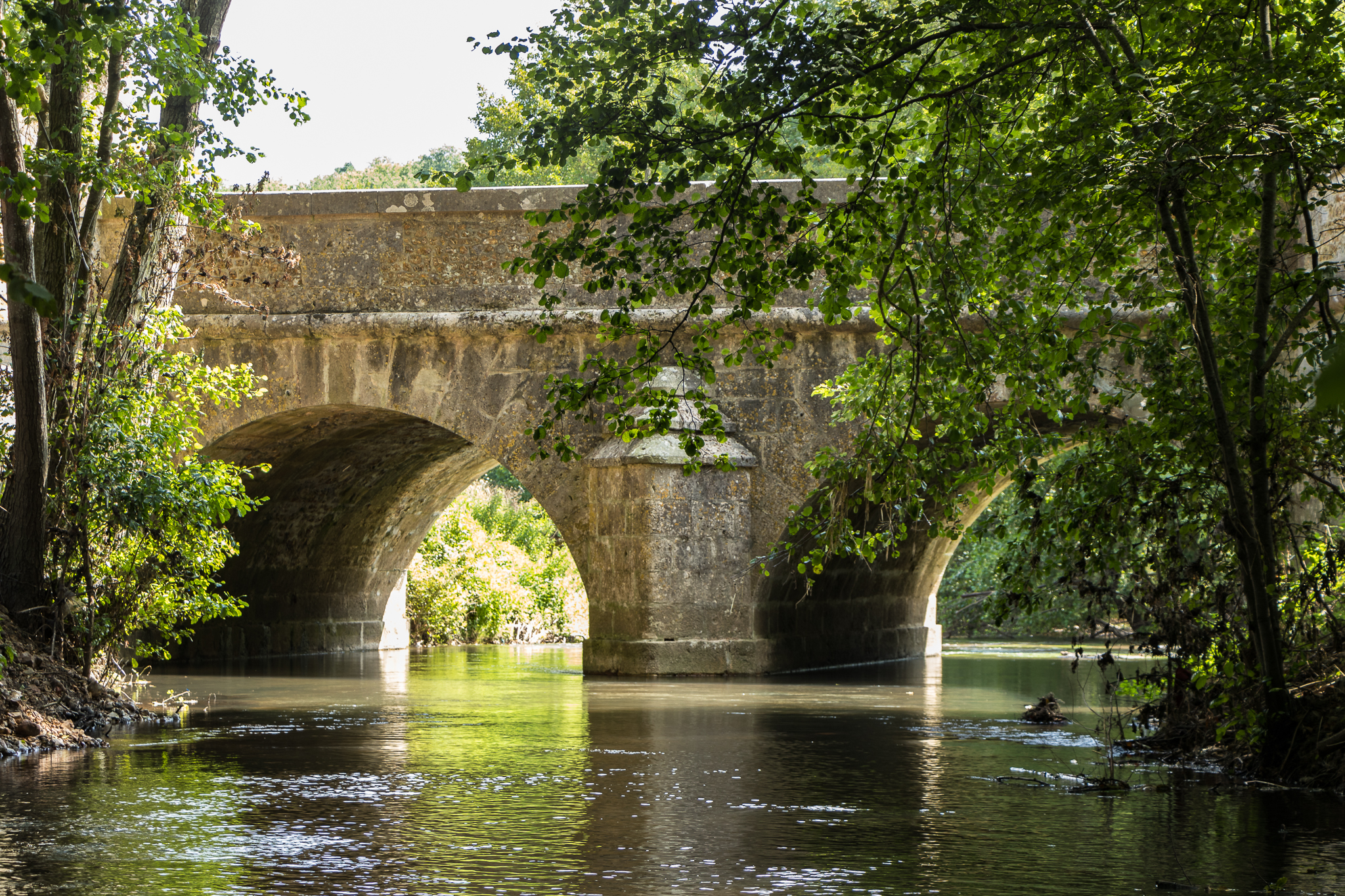
Brücke La Bellassière
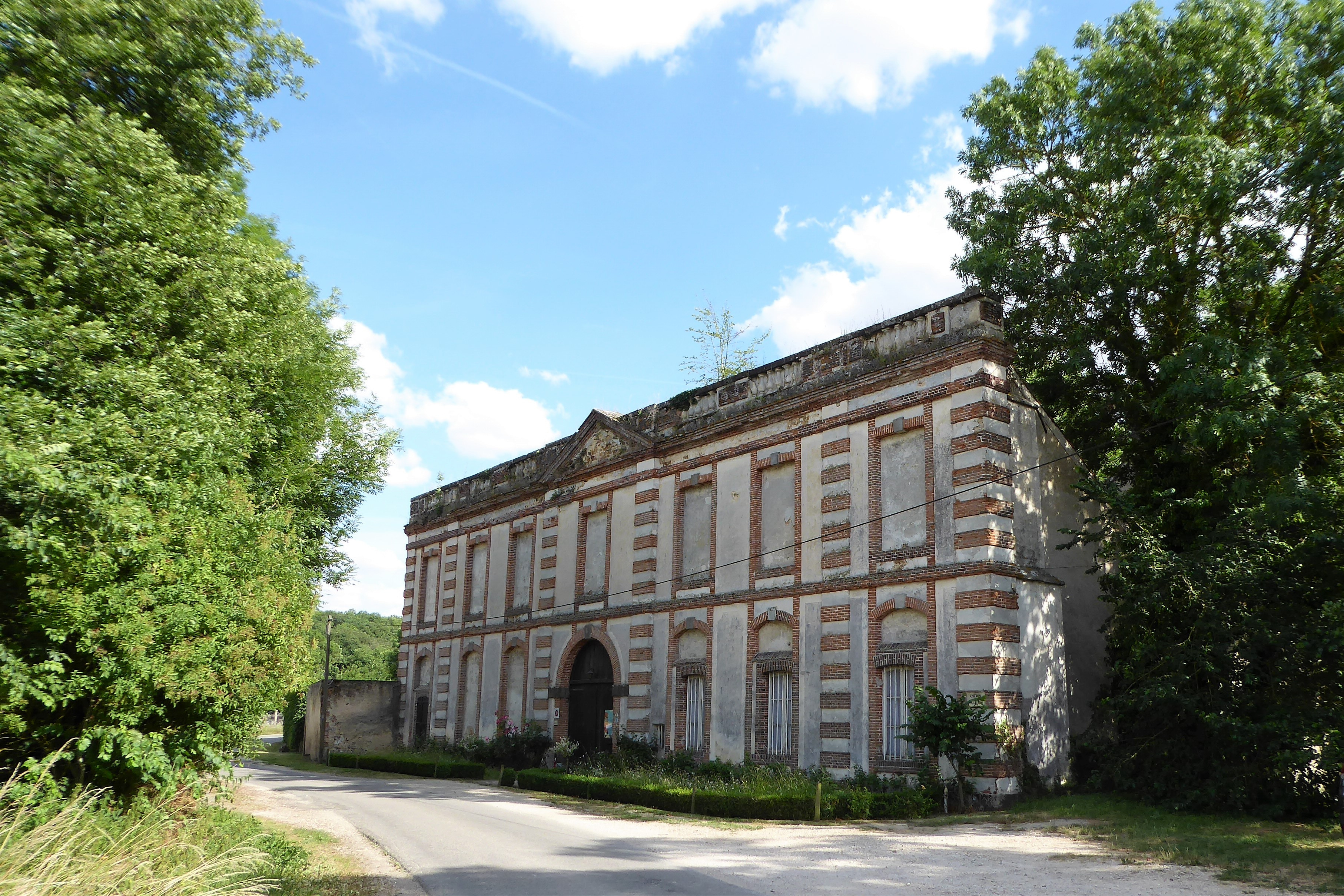
Mühle La Bellassière
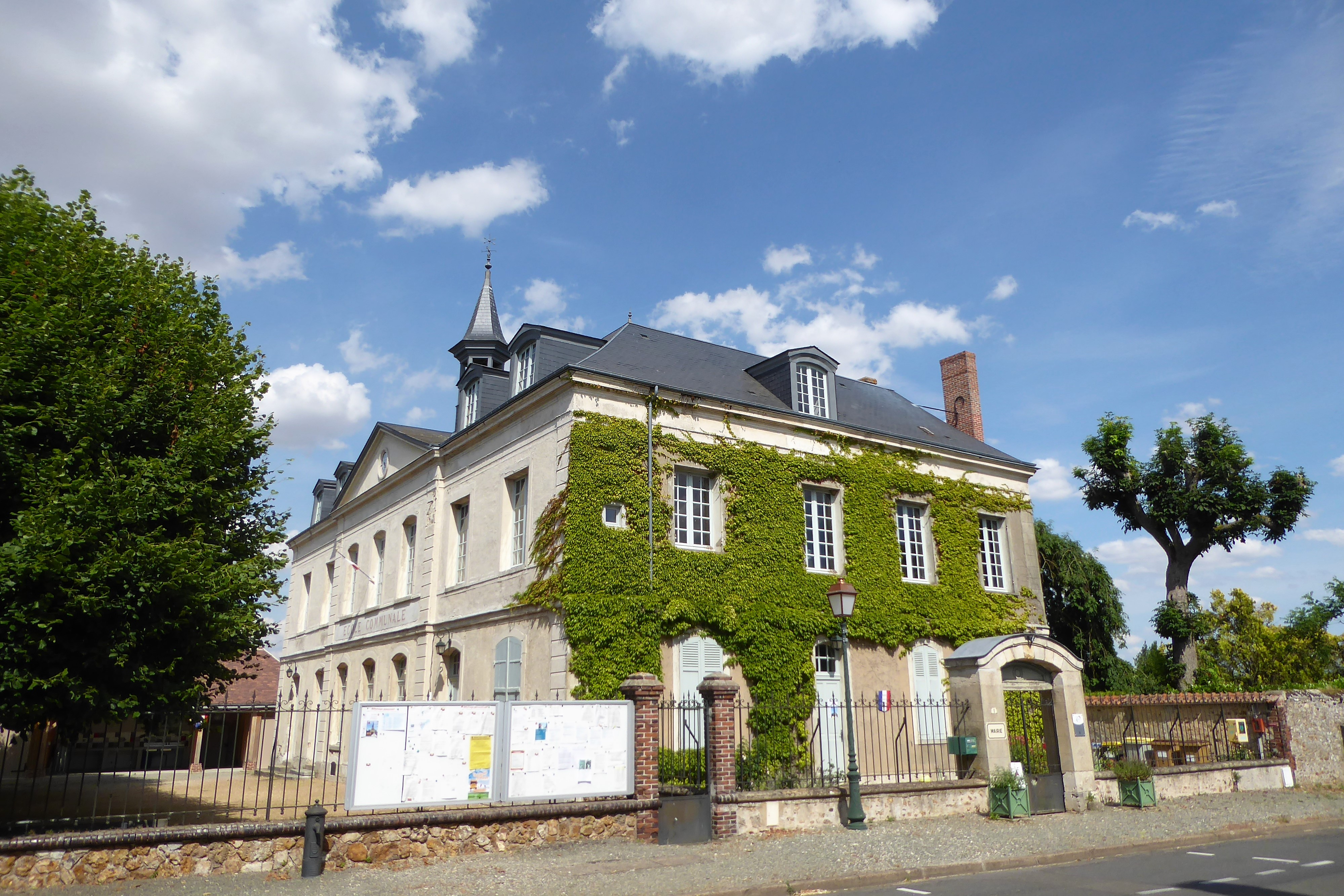
Justizvollzugsanstalt
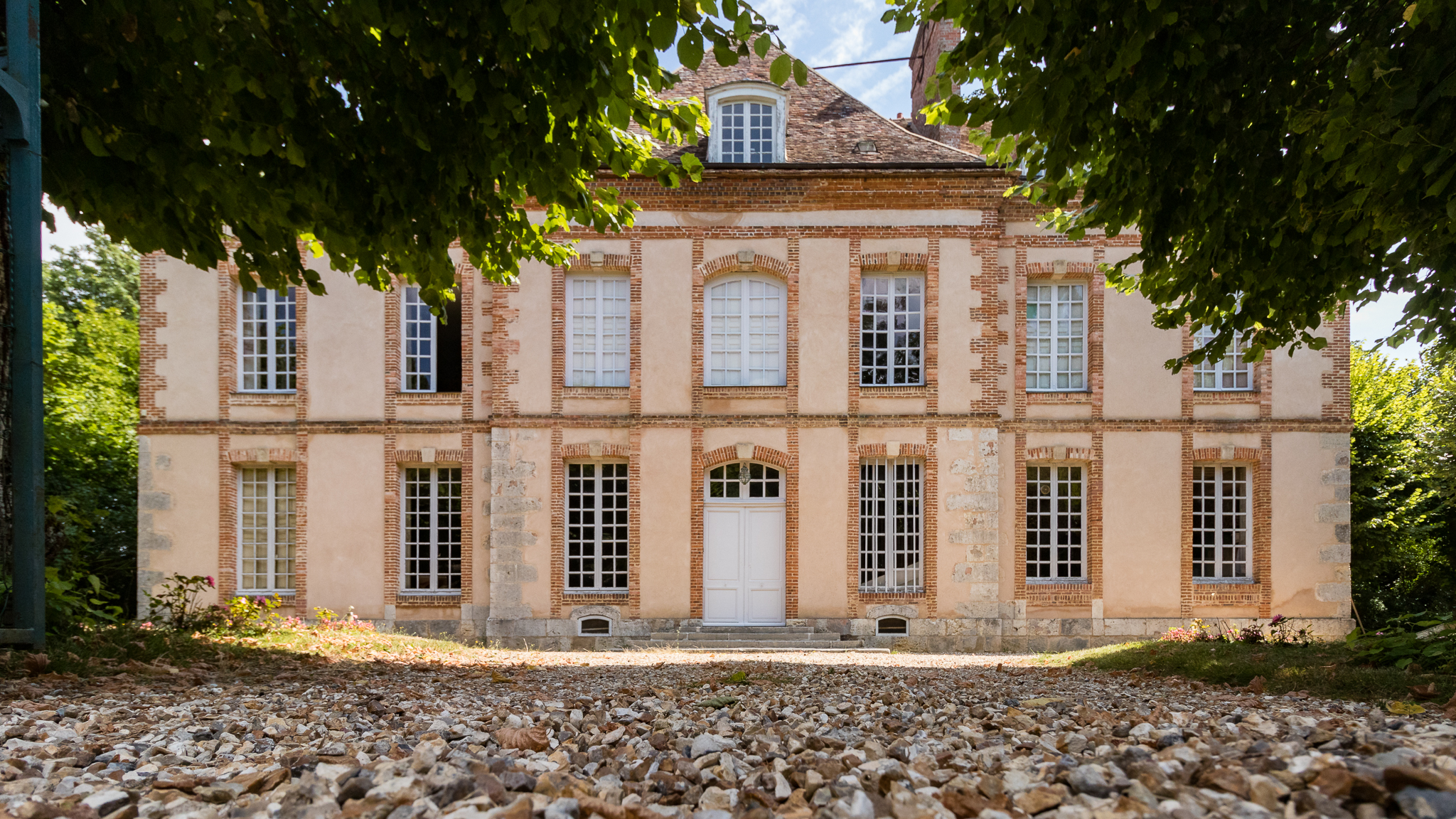
Hospital Saint-Jean
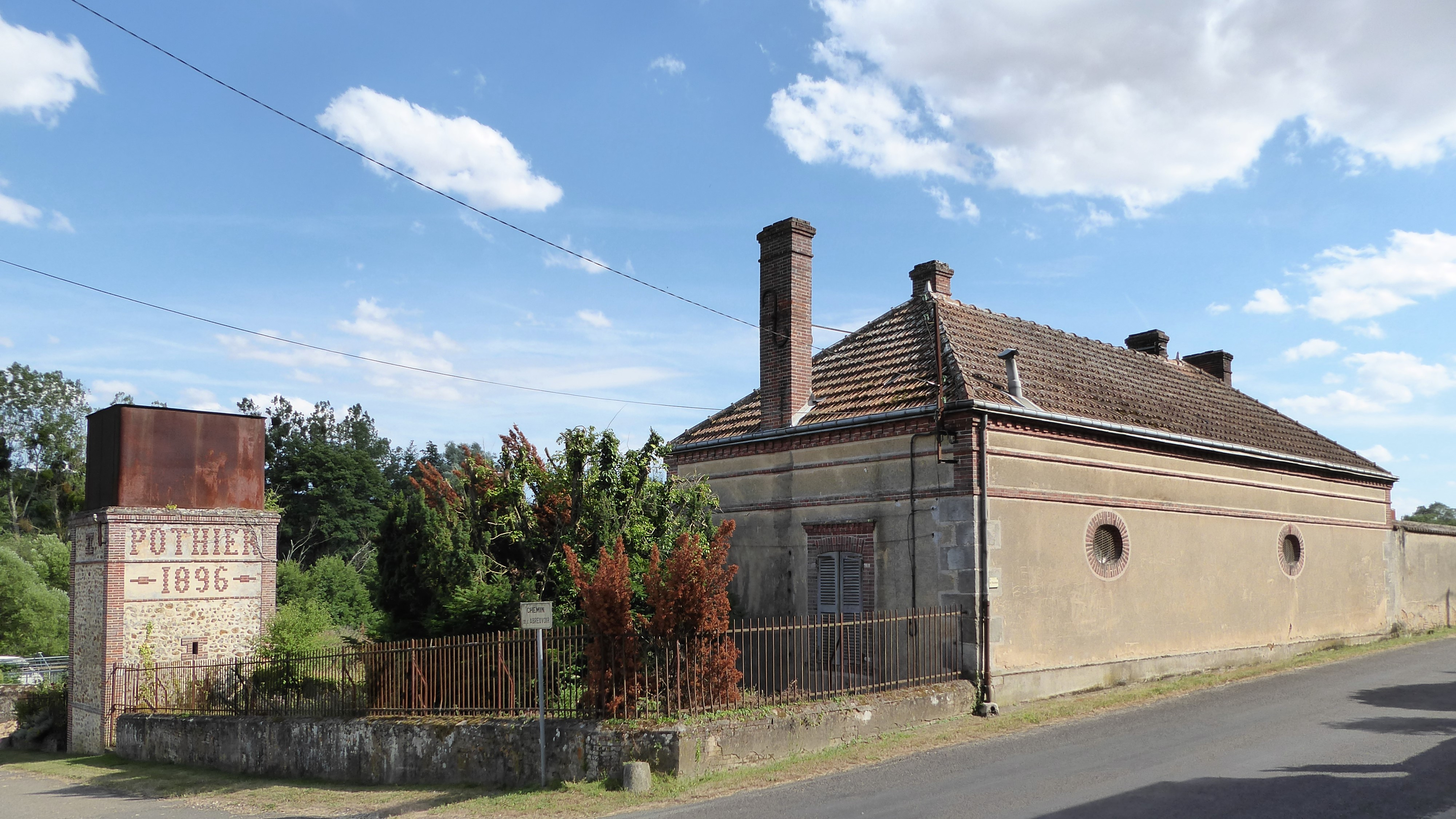
Ehemaliges Maschinenhaus der hydraulischen Anlage zur Wasserversorgung